# Prins Oscarsland
Prins Oscarsland (Noors: Prins Oscars Land) is een schiereiland en landstreek op het eiland Nordaustlandet, dat deel uitmaakt van de Noorse eilandengroep Spitsbergen.
In het noorden wordt het schiereiland begrensd door de Noordelijke IJszee, in het oosten door het fjord Duvefjorden en ijskap Austfonna, en in het zuidwesten door het dal Rijpdalen met ijskap Vestfonna op Gustav-V-land en in het westen het fjord Rijpfjorden en de baai Nordenskiöldbukta.
Op het schiereiland ligt de gletsjer Ahlmannfonna.
Het schiereiland is vernoemd naar koning Oscar II van Zweden.